# Бранковац (Травник)
Бранковац је насељено место у Босни и Херцеговини у општини Травник. Административно припада Федерацији Босне и Херцеговине, односно њеном Средњобосанском кантону. Према попису становништва из 2013. у насељу је било 316 становника, а већинску популацију чинили су Хрвати и Бошњаци.

## Становништво
По последњем службеном попису становништва из 2013. године у овом насељу живело је 316 становника, а село је било етнички хетерогено са мешовитом хрватско-бошњачком већином. 
| Националност | 2013. | 1991.        | 1981.        | 1971.        |
| Бошњаци      | —     | 121 (40,60%) | 109 (36,58%) | 92 (29,49%)  |
| Хрвати       | —     | 157 (52,68%) | 187 (62,75%) | 219 (70,19%) |
| Југословени  | —     | 20 (6,71%)   | 1 (0,34%)    | 0            |
| остали       | —     | 0            | 1 (0,34%)    | 1 (0,32%)    |
| Укупно       | 316   | 298          | 298          | 312          |